# District historique de Schoodic Peninsula
Le district historique de Schoodic Peninsula – ou Schoodic Peninsula Historic District en anglais – est un district historique américain dans le comté de Hancock, dans le Maine. Situé au sein du parc national d'Acadia sur la péninsule Schoodic, cet ensemble comprenant des bâtiments, des sentiers de randonnée et des routes est inscrit au Registre national des lieux historiques depuis le 29 juin 2007. Certaines constructions emploient le style rustique du National Park Service.